# Кубок конфедерацій 2013 (склади команд)
Кубок конфедерацій 2013 - міжнародний футбольний турнір для національних команд-переможниць континентальних турнірів кожної з 6-ти конфедерацій, що входять до складу ФІФА, який пройде з 5 по 30 червня в Бразилії.

Кожна національна збірна, яка бере участь у турнірі, повинна представити ФІФА остаточний список з 23-х гравців, троє з яких повинні бути воротарями.

У турнірі можуть взяти участь тільки 23 гравці, які включені в заявку. Гравцям можуть бути присвоєні лише номери з 1-го по 23-й. 1-й номер повинен обов'язково належати воротарю. Номери на футболках повинні відповідати номерам в заявочному листі. У разі, якщо воротар повинен бути замінений польовим гравцем через травму або видалення, кожна команда повинна мати воротарську екіпіровку без нанесеного на неї номера та імені, щоб відрізняти гравця, котрий посів воротарську позицію, від інших гравців.

Гравець, включений в остаточну заявку, може бути замінений гравцем з попереднього списку тільки у випадку серйозної травми, яка не дозволить йому взяти участь у турнірі, не менше, ніж за 24 години до початку першого матчу команди на турнірі. Така заміна повинна бути підтверджена у письмовій формі Медичним комітетом ФІФА. Новий гравець повинен взяти номер заміненого їм гравця.

## Група А

### Бразилія
| №               | Гравець             | Клуб (у 2013)         | Дата народження  | Вік      | Ігор     | Голів    |          |
| Воротарі        | Воротарі            | Воротарі              | Воротарі         | Воротарі | Воротарі | Воротарі | Воротарі |
| --------------- | ------------------- | --------------------- | ---------------- | -------- | -------- | -------- | -------- |
| 1               | Жуліо Сезар         | «Квінс Парк Ренджерс» | 3 вересня 1979   | 33       | 68       | -51      |          |
| 12              | Джефферсон          | «Ботафогу»            | 2 січня 1983     | 30       | 7        | -3       |          |
| 22              | Дієго Кавальєрі     | «Флуміненсе»          | 1 грудня 1982    | 30       | 2        | -4       |          |
| Захисники       |                     |                       |                  |          |          |          |          |
| 2               | Даніел Алвеш        | «Барселона»           | 6 травня 1983    | 30       | 63       | 5        |          |
| 3               | Тіагу Сілва         | «Парі Сен-Жермен»     | 1 жовтня 1984    | 28       | 33       | 1        |          |
| 4               | Давід Луїз          | «Челсі»               | 22 квітня 1987   | 26       | 22       | 0        |          |
| 6               | Марсело             | «Реал Мадрид»         | 12 травня 1988   | 25       | 19       | 4        |          |
| 14              | Данте               | «Баварія»             | 18 жовтня 1983   | 29       | 2        | 0        |          |
| 15              | Ревер               | «Атлетіку Мінейру»    | 4 січня 1985     | 28       | 8        | 1        |          |
| 16              | Філіпе Луіс         | «Атлетіко Мадрид»     | 9 серпня 1985    | 27       | 4        | 0        |          |
| Півзахисники    |                     |                       |                  |          |          |          |          |
| 5               | Пауліньо            | «Корінтіанс»          | 25 липня 1988    | 24       | 12       | 3        |          |
| 7               | Лукас Моура         | «Парі Сен-Жермен»     | 13 серпня 1992   | 20       | 24       | 3        |          |
| 8               | Ернанес             | «Лаціо»               | 29 травня 1985   | 28       | 11       | 1        |          |
| 10              | Оскар               | «Челсі»               | 9 вересня 1991   | 21       | 16       | 5        |          |
| 13              | Жеан                | «Флуміненсе»          | 24 червня 1986   | 26       | 5        | 0        |          |
| 17              | Луіс Густаво        | «Баварія»             | 23 липня 1987    | 25       | 3        | 0        |          |
| 18              | Жадсон              | «Сан-Паулу»           | 5 жовтня 1983    | 29       | 7        | 1        |          |
| 19              | Фернандо            | «Греміу»              | 3 березня [[1992 | 21       | 5        | 0        |          |
| 23              | Бернард             | «Атлетіку Мінейру»    | 8 вересня 1992   | 20       | 2        | 0        |          |
| Нападники       |                     |                       |                  |          |          |          |          |
| 9               | Фред                | «Флуміненсе»          | 3 жовтня 1983    | 29       | 21       | 11       |          |
| 11              | Неймар              | «Барселона»           | 5 лютого 1992    | 21       | 33       | 20       |          |
| 20              | Халк                | «Зеніт»               | 25 червня 1986   | 26       | 21       | 6        |          |
| 21              | Леандро Даміан      | «Інтернасьйонал»      | 22 червня 1989   | 23       | 17       | 3        |          |
| Головний тренер |                     |                       |                  |          |          |          |          |
| Бразилія        | Луїс Феліпе Сколарі |                       | 9 листопада 1948 | 64       |          |          |          |
|                 |                     |                       |                  |          |          |          |          |